# Septembre 1893

## Événements
- 3 septembre : deuxième tour des élections à la chambre. Succès des modérés (311 sièges pour la droite modérée contre 58 pour la droite classique). Les socialistes font leur apparition à la Chambre avec 32 représentants (Jean Jaurès est élu). On note 34 % d’abstentions liées au scandale de Panama.

- 6 septembre : Révolte de l'Armada au Brésil. Elle commence par une rivalité de chef politique dans le Rio Grande do Sul et continue sous forme d’une sécession de la marine militaire (Armada). Le gouvernement constitue une flotte loyaliste à Recife. Les officiers insurgés abandonnent la partie et se réfugient sur les navires portugais ancrés dans le port. La rébellion avait échoué.

- 19 septembre : la Nouvelle-Zélande est le premier pays au monde à accorder le droit de vote aux femmes.

## Naissances
- 8 septembre : Teresa Wilms Montt, écrivaine et poétesse chilienne († 24 décembre 1921).
- 10 septembre : Charles Machon, résistant britannique au nazisme († 26 octobre 1944).
- 16 septembre : Sir Alexander Korda, cinéaste britannique d'origine hongroise.
- 26 septembre : Georges Kiefer, alias « commandant François », résistant français, chef des Forces françaises de l'intérieur (FFI) du Bas-Rhin pendant la Seconde guerre mondiale († 10 juillet 1970).
- 29 septembre : « Varelito » (Manuel Varé García), matador espagnol († 13 mai 1922).
- 30 septembre : Paul Surtel, peintre français († 25 mai 1985).

## Décès
- 19 septembre : Alexander Tilloch Galt, homme d'affaires et père de la confédération.